# 엘리자베스 마셜 토머스
엘리자베스 마셜 토머스(Elizabeth Marshall Thomas, 1931년 9월 13일~ )는 미국의 인류학자이자 소설가다.

## 생애
1931년에 미국 보스턴에서 태어났다. 스미스 여자 대학과 래드클리프 대학에서 영문학과 인류학을 공부했다. 1950년대 초 문화인류학자인 아버지를 따라 아프리카 칼라하리사막으로 이주하여 원시 상태에 머물고 있던 그곳 사람들의 삶을 연구했다. 그곳 원주민인 부시먼을 주인공으로 《무해한 사람들(The Harmless People)》을 발표하여 소수인종에 대한 관심을 일깨웠다. 그 뒤 문화인류학적 관점에 기초한 여러 권의 책을 출간하다가 부시먼들과 함께 살며 체험한 깨달음을 시베리아 공간에 투영시켜 소설 《세상의 모든 딸들(원제; Reindeer Moon)》을 발표하여 세계적인 베스트셀러가 되었다. 그 뒤 《개들의 숨겨진 삶(The Hidden Life Dog)》, 《The Animal Wife》, 《The Old Way》, 《The Tribe of Tiger》, 《WarriorHerdsmen》, 《A Million Years with You》 등 다수의 작품을 출간했다.

## 수상
한국에서도 출판된 세상의 모든 딸들로 헤밍웨이 상을 수상했다. 인류학자로서의 통찰력과 작가적 상상력을 바탕으로 원시 시대 여인들의 삶을 생생하게 그려냈다는 평가를 받고 있다.

## 저서
- 가이아, 숨어 있는 생명의 기원(2020)
- 내가 살아야 할 생을 잘 살아서 기쁘다
- 세상의 모든 딸들 1~3